# Tana Hoban
Pour les articles homonymes, voir Hoban.
Tana Hoban, née le 20 février 1917 à Philadelphie et morte à Louveciennes le 27 janvier 2006,, est une photographe et une auteur de littérature d'enfance et de jeunesse.
Dès 1949, Tana Hoban est exposée au Musée d'Art moderne de New York. En 1955, l'une de ses photographies est sélectionnée dans l'exposition The Family of Man.
Tana Hoban est l'auteur d'une cinquantaine de livres pour enfants basés sur son travail photographique. Alors que les plus jeunes sont rarement intéressés par la photographie elle est l'une des rares à capter l'attention des bébés même avant un an.
Ses photographies sont en effet très accessibles non seulement du point de vue de la forme mais aussi du point de vue des couleurs. Elle n'hésite pas dans ses livres à renforcer la lisibilité de la photographie en reprenant la couleur dominante en marge ou en cadre. Les plus jeunes ayant une perception limitée des couleurs, ses sujets ont le plus souvent une couleur très marquée.

## Biographie
Tana Hoban est la fille de Abraham T. Hoban, directeur de publicité pour le Jewish Daily Forward, et de Jeanette (Zimmerman) Hoban, tous deux émigrés russes. Pendant ses années de High School, Tana est inscrite le week-end à la Philadelphia School of Industrial Art, où elle suit des cours d'art et de dessin. Elle étudie ensuite à la School of Design for Women (actuellement Moore College of Art). Là, elle choisit un cours de photographie durant son dernier semestre, avant d'être diplômée en 1938. Cette même année, elle reçoit une bourse pour voyager et étudier la peinture à l'étranger : la John Frederick Lewis Fellowship. Elle étudie en Angleterre et aux Pays-Bas, juste avant la deuxième guerre mondiale.
À son retour en 1939, elle se marie avec le photographe Edward E. Gallob, qui lui offre un appareil photographique. Tana Hoban recommence alors à prendre des photos, puis les expose dans la vitrine du magasin de sa mère. Après avoir brièvement travaillé en tant que freelance dans le graphisme et l'illustration pour des magazines comme The Saturday Evening Post, Field and Stream ou Country Gentleman, elle se lance dans une carrière de photographe, et ouvre un studio avec son mari en 1946, toujours à Philadelphie. Elle se spécialise dans la photographie d'enfants, car elle est attirée par leur spontanéité et leur nature authentique. Ses œuvres ont été utilisées pour les couvertures de seize magazines différents durant les années 1940, dont Life, Look et Mc Call's.
En 1949, elle est repérée par Edward Steichen, photographe et curateur au MoMa de New York. Elle participe à l'exposition « Six femmes photographes », aux côtés de Dorothea Lange, Esther Bubley, Margaret Bourke-white et Hazel Frieda Larsen. Steichen choisit une des photos de Hoban pour figurer dans la fameuse exposition « The Family of Man », en 1955.
À partir de 1960, Tana explore d'autres directions et réalise des courts métrages, crée une ligne de vêtements, devient bénévole à l'hôpital général de Pennsylvanie. Elle inaugure un cours sur la photographie en tant que moyen de communication à l’école Annenberg de l’université de Pennsylvanie, où elle enseignera de 1966 à 1969.
En 1970, elle décide de ne plus utiliser les enfants comme modèles uniquement, mais de leur adresser directement ses œuvres, dans des livres. Elle fait la connaissance de Susan Hirshman, éditrice chez Macmillan Books, qui publiera son premier livre, Shapes and Things. Depuis, elle a sorti un album par an, d'abord chez MacMillan, ensuite chez Greenwillow Books (toujours avec Susan Hirshman).
En 1983, Tana Hoban se marie avec le journaliste et photographe John G. Morris, avec qui elle emménage à Paris la même année. À partir de 1990, ses livres sont publiés en français chez Kaléidoscope, soit dix-sept titres à ce jour. Un livre Regarde bien, look again : les albums photographiques de Tana Hoban, ainsi qu'un tout dernier album en 2001, Traces d’ancêtres perdus / Traces of ancestors lost sont publiés chez les éditions Les Trois Ourses.

À propos de son livre Traces d'ancêtres perdus, elle dit : 

« Bien que ces photographies soient une partie du sol — pierre, aggloméré et marbre —, dans mon esprit, je n'ai pas réellement photographié le sol mais quelque part dans l'espace entre le sol et mes yeux, en espérant saisir l'énergie et l'esprit du passé. Chacun peut faire sa propre interprétation de ce qu'il trouve dans mes images, quelque chose de moi et quelque chose du temps passé. »

## Prix et reconnaissance
- 1938 :  John Frederick Lewis Fellowship (bourse d'études)
- 1953 : Tana Hoban est la seule femme mentionnée dans un portfolio du Time magazine intitulé « Half a Century of U.S. Photography »[9].
- 1959 : Top Ten des femmes photographes sélectionné par the Professional Photographers of America[9]
- 1967 : Eagle Award, Council on International Nontheatrical Events (CINE), pour Catsup, un court métrage projeté au Venice Film Festival[10],[9]
- Cinq de ses livres ont reçu le prix de L'ALA (American Library Association) Notables[10] :
  - Dig, Drill, Dump, Fill en 1975
  - Is It Red? Is It Yellow? Is It Blue? en 1979
  - Take Another Look en 1981
  - Round and Round and Round en 1983
  - One, Two, Three en 1985
- New York Academy of Science Award honorable mention[10] :
  - Is It Rough? Is It Smooth? Is It Shiny? en 1984
  - Is It Larger? Is It Smaller? en 1986
  - Shapes, Shapes, Shapes en 1987
- 1986 : George C. Stone Recognition of Merit Award, pour l'entièreté de son œuvre[10]
- 1987 : Special International Award (Genève, Suisse), pour l'entièreté de son œuvre[10]

## Œuvre
- Tana Hoban (trad. de l'anglais), Que vois-tu, Paris, École des loisirs, coll. « Kaléidoscope », 7 mars 2003 (1re éd. 1971), 40 p. (ISBN 2-87767-386-3 et 978-2877673860)
- Tana Hoban (trad. de l'anglais), Où, précisément, Paris, Kaléidoscope, 18 mars 1992, 28 p. (ISBN 2-87767-065-1 et 978-2877670654)
- Tana Hoban (trad. de l'anglais), Blanc sur noir, Paris, Kaléidoscope, 1998 (ISBN 2-87767-117-8 et 978-2877671170)
- Tana Hoban (trad. de l'anglais), Noir sur blanc, Paris, Kaléidoscope, 1998 (ISBN 2-87767-116-X et 978-2877671163)
- Charlotte Zolotow et Tana Hoban (trad. de l'anglais), La lune de Paris, Paris, Kaléidoscope, 1993, 26 p. (ISBN 2-87767-103-8)
- Tana Hoban (trad. de l'anglais), Des couleurs et des choses, Paris, Kaléidoscope, 1990 (réimpr. L'École des loisirs 1994  (ISBN 2-211-01778-9)) (ISBN 2-87767-020-1)
- Tana Hoban (trad. de l'anglais), Des sous et des lettres, Paris, Kaléidoscope, 1996 (ISBN 2-87767-190-9)
- Tana Hoban (trad. de l'anglais), Partout des couleurs, Paris, Kaléidoscope, 1997, 40 p. (ISBN 2-87767-206-9)
- Tana Hoban (trad. de l'anglais), Qu'est-ce que c'est, Paris, Kaléidoscope, 1996, 10 p. (ISBN 2-87767-181-X)
- Tana Hoban (trad. de l'anglais), Regarde bien, Paris, Kaléidoscope, coll. « Kaléidoscope / L'École des loisirs », 10 mars 1999, 48 p. (ISBN 2-87767-263-8 et 978-2877672634)
- Tana Hoban (trad. de l'anglais), Traces d ancêtres perdus [« Traces of ancestors lost »], Paris (2 passage Rauch, 75001, les Trois Ourses, 2001 (ISBN 978-2-9513083-3-6 et 2951308337)
- Tana Hoban (trad. de l'anglais), Exactement le contraire, Paris, Kaléidoscope, 2003, 30 p. (ISBN 2-87767-357-X et 978-2877673570)
- Tana Hoban (trad. de l'anglais), Toutes sortes de formes, Paris, Kaléidoscope, coll. « Kaléidoscope », 9 mars 2004, 30 p. (ISBN 2-87767-419-3 et 978-2877674195)
- Tana Hoban (trad. de l'anglais par Nicole Chelly), Le zoo des z'enfants : texte adapté de l'américain avec l'aide des enfants de la classe de moyenne section maternelle de Nicole Chelly et de la classe de grande section maternelle de Catherine Gauduel, Paris, Kaléidoscope, 2005, 22 p. (ISBN 2-87767-447-9 et 978-2877674478)